# Argentinië

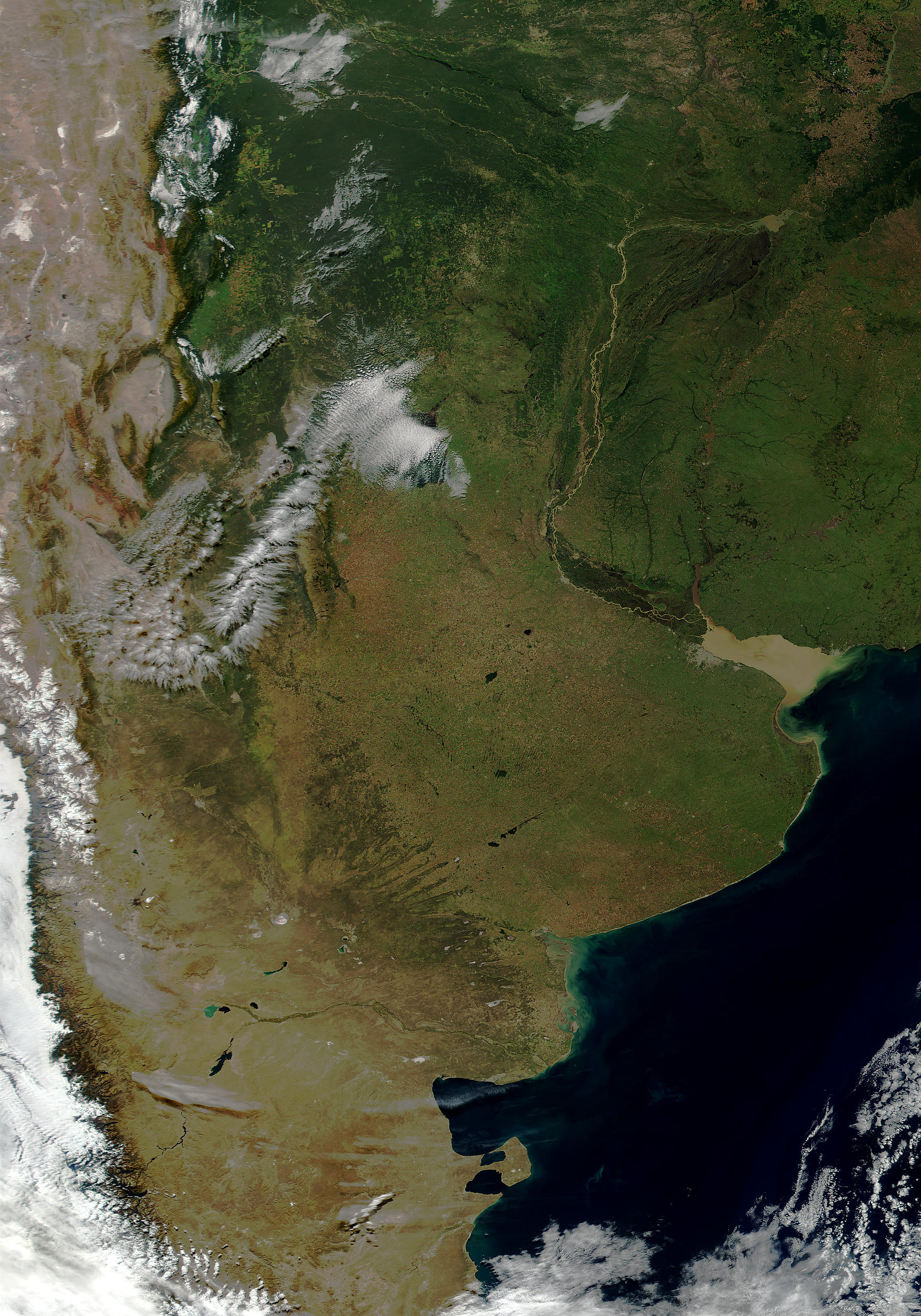
Satellietfoto van Argentinië

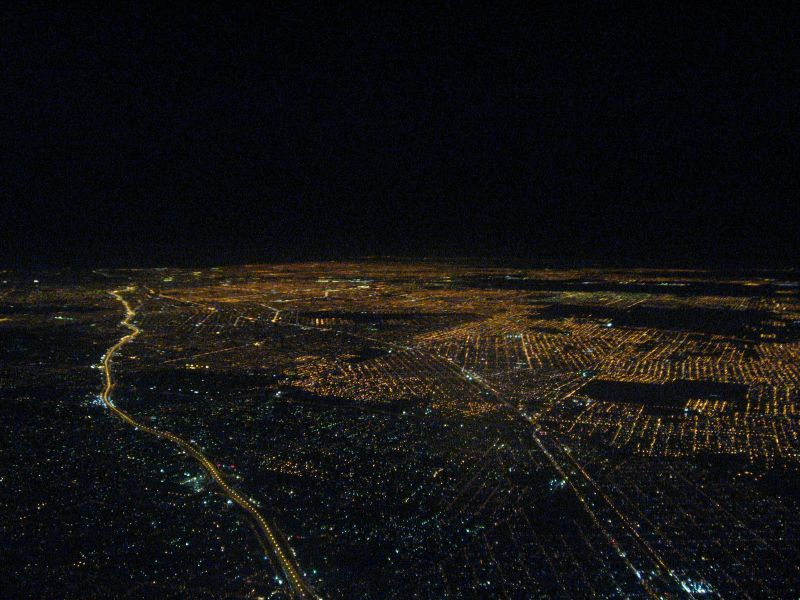
Gezicht op Buenos Aires bij nacht

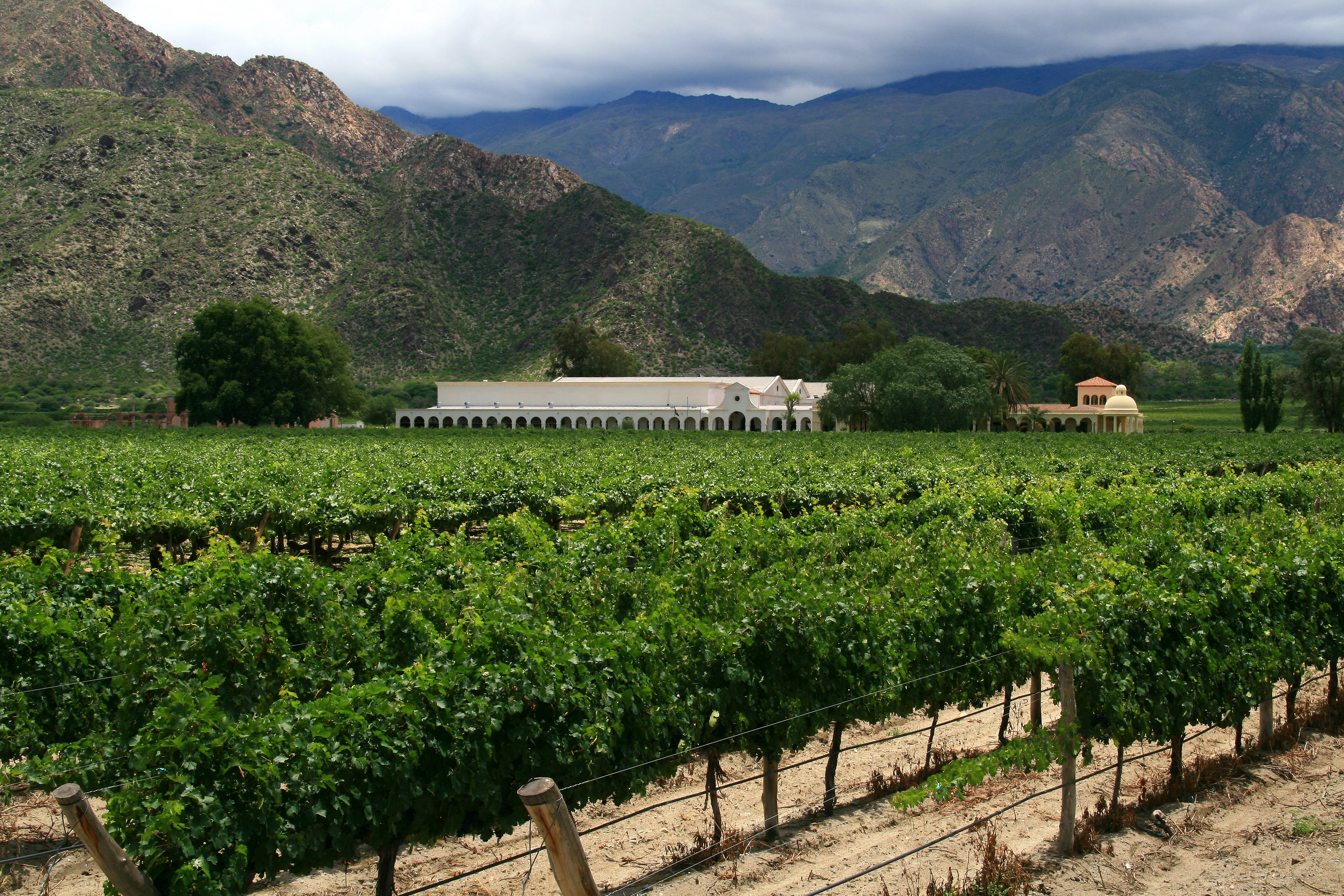
Salta

Argentinië (Spaans: Argentina), officieel de Argentijnse Republiek (Spaans: República Argentina), is een Spaanstalig land in het zuiden van Zuid-Amerika, tussen de Andes en de zuidelijke Atlantische Oceaan. Het grenst aan Uruguay, Brazilië, Paraguay, Bolivia en Chili. Het land telde in 2020 ruim 45,4 miljoen inwoners.
Argentinië heeft een oppervlakte van 2.780.400 km², het is daarmee het achtste grootste land ter wereld en het grootste van de Spaanstalige landen. De naam van het land is afgeleid van het Latijnse woord argentum (zilver), een edelmetaal dat een belangrijke rol speelde in de opkomst van het Europese kolonialisme. Argentinië is onafhankelijk sinds 1816, daarvoor was het gedurende drie eeuwen een Spaanse kolonie.
Buenos Aires, de hoofdstad, is met circa drie miljoen inwoners de grootste stad van het land, en het metropoolgebied Gran Buenos Aires is het op een na grootste van Zuid-Amerika (na São Paulo). Argentinië claimt de archipels Falklandeilanden en Zuid-Georgia en de Zuidelijke Sandwicheilanden, die beide onder gezag staan van het Verenigd Koninkrijk, en een deel van Antarctica.

## Geschiedenis
In het begin van de 16e eeuw arriveerden de eerste Europeanen in de regio, waaronder Ferdinand Magellaan en Pedro de Mendoza. Zij zochten een doorgang van de Atlantische naar de Stille Oceaan. Deze laatste bouwde de nederzetting 'Nuestra Señora del Buen Aire', het huidige Buenos Aires rond 1536. Ook in het noordwesten van het land, waar men goede landbouwgronden vond, bouwden de Spanjaarden die vanuit het onderkoninkrijk Bolivia kwamen verschillende nederzettingen: Mendoza, Tucumán, Córdoba en Salta. Er werden paarden gefokt, er werd vee gehouden voor de vleesproductie, en er werden suiker, tabak en groenten geteeld. Het gebied kende een grote bloei in de 17e en 18e eeuw omwille van de handel met het onderkoninkrijk Peru, terwijl Buenos Aires slechts een tweederangs haven was. Daar kwam slechts verandering in in 1776, toen Buenos Aires het bestuurscentrum werd van het nieuwe vicekoninkrijk 'Río de la Plata', een gebied dat het huidige Argentinië, Uruguay, Paraguay en een deel van Bolivia bestreek.
In 1816 werd Argentinië onafhankelijk van Spanje, na een korte strijd met de Spaanse bezetters, onder de leiding van José de San Martín. Deze laatste wordt door de Argentijnen als een held beschouwd. In de eerste jaren van deze jonge natie ontstonden er diverse conflicten tussen de centralisten en de federalisten, tot in 1853, toen er een nieuwe grondwet werd aangenomen.
In 1865 moest Argentinië, dat nauwelijks een leger had, het hoofd bieden aan de landhonger van Paraguay (zie: Oorlog van de Drievoudige Alliantie). In een bloedige oorlog, die tot 1870 duurde, wisten de Argentijnen met hun Braziliaanse en Uruguayaanse bondgenoten Paraguay te verslaan. Een groot deel van de gesneuvelde soldaten bestond echter uit voormalige Afrikaanse slaven die verplicht werden ten strijde te trekken. Toen deze oorlog ten einde kwam was dan ook bijna de gehele Afrikaanse populatie van Argentinië uitgeroeid.
In de tweede helft van de 19e eeuw kende Buenos Aires een grote bloeiperiode, mede door de komst van duizenden migranten. Nieuwe technologieën (invriezen van vlees, spoorwegen) stimuleerden de landbouw en veeteelt. Nieuwe gebieden zoals Patagonië werden veroverd. Immigranten uit Engeland en Wales begonnen schapenfokkerijen op grote estancias. Argentinië werd na de Verenigde Staten het tweede 'Beloofde Land' van Amerika. Tussen 1880 en 1920 was Argentinië een van de rijkste landen ter wereld. Na een korte opleving rond de Tweede Wereldoorlog zakte het land definitief terug.
Vervolgens werd Argentinië gekenmerkt door terugkerende politieke conflicten tussen conservatieven en liberalen en tussen burgers en militairen. Na de Tweede Wereldoorlog kwam het populistische peronisme, wat de verhouding op scherp zette. Op 24 maart 1976 werd de regering-Isabel Perón omvergeworpen door de rechtse militaire junta van generaal Jorge Videla. Videla werd president. De Argentijnse militaire dictatuur werd gekenmerkt door gedwongen verdwijningen en illegale arrestaties. Videla stond voor een sterke politiemacht. Tegenspraak werd direct onderdrukt. Videla zelf zou tot 1981 president blijven. Hij werd opgevolgd door Roberto Eduardo Viola Prevedini. Daarna volgden nog vier presidenten in een jaar tijd. Reynaldo Bignone was de laatste president van de dictatuur.
Het verlies van de Falklandoorlog tegen het Verenigd Koninkrijk in 1982 betekende een gezichtsverlies dat de junta niet meer te boven kwam. Er werden democratische verkiezingen gehouden en Raúl Alfonsín werd president. In 1983 werden Videla en zijn kompanen voor de rechtbank gebracht voor misdaden tegen de menselijkheid.
Eind jaren 80 begon de regering een nieuwe economische politiek, die leidde tot hoge groeicijfers in de jaren 90. In 2001 stortte de economie echter volledig in. De koppeling van de peso aan de dollar bleek niet houdbaar, waardoor de munt enorm in waarde daalde. Woedende Argentijnen verzamelden zich voor de banken, die echter door de regering gedwongen waren de spaarsaldi te bevriezen. Dit leidde tot sociale en politieke instabiliteit. In de jaren daarna, tijdens het bewind van president Néstor Kirchner (2003-2007), kwam aan deze economische crisis geleidelijk aan een eind. Kirchner werd in 2007 opgevolgd door zijn vrouw Cristina Fernández de Kirchner, de tweede vrouwelijke president van Argentinië. In 2015 was zij niet meer herkiesbaar, waarna Mauricio Macri aan de macht kwam. Hij werd in 2019 niet herkozen en opgevolgd door Alberto Fernández.

## Geografie
Argentinië heeft een totale oppervlakte van 3.761.274 km². Hiervan ligt 2.791.810 km² op het Zuid-Amerikaanse continent en de Argentijnen zelf rekenen hiertoe ook de Falklandeilanden met een oppervlakte van 11.410 km². Argentinië heeft ook claims op Antarctica ter grootte van 969.484 km².
Argentinië heeft in totaal 9376 kilometer aan landgrenzen. De grens met Chili is 5308 kilometer lang, gevolgd door Paraguay (1699 km), Brazilië (1132 km), Bolivia (742 km) en Uruguay (495 km).

### Fysische geografie
Argentinië kan ruwweg in drieën gedeeld worden: de vruchtbare vlaktes van de pampa's in de noordelijke helft van het land, de bron van de Argentijnse agrarische rijkdom; het licht geaccidenteerde plateau van Patagonië in de zuidelijke helft tot aan Vuurland, en het rotsachtige Andesgebergte langs de westelijke grens met Chili, met de Aconcagua als hoogste punt van heel Zuid-Amerika (6962 m). Het laagste punt in het land ligt in de provincie Santa Cruz. Hier ligt een endoreïsch bekken met het diepste punt op 105 meter onder de zeespiegel.
Belangrijke rivieren zijn de Paraguay, de Bermejo, de Colorado, de Uruguay en de langste rivier, de Paraná. De laatste twee komen samen in de Río de la Plata voordat ze in de Atlantische Oceaan uitmonden.

### Klimaat
Het Argentijnse klimaat is overwegend gematigd, droog in het westen, subtropisch in het noorden, koel en guur tot sub-Antarctisch in het zuiden. In het uiterste noorden van Argentinië heerst een subtropisch klimaat, in het noordoosten een tropisch klimaat, in de bergen een bergklimaat en in het zuiden een woestijnklimaat. De temperatuur is gemiddeld 22 graden. In de zomer kan dit oplopen tot 33 graden of zelfs warmer.

### Steden
De tien grootste steden van Argentinië (inclusief partido's) waren volgens de volkstelling van 2001:
| Plaats                | Inwoners  |
| --------------------- | --------- |
| Buenos Aires          | 3.068.000 |
| Córdoba               | 1.267.521 |
| La Matanza (GBA)      | 1.253.921 |
| Rosario               | 908.163   |
| Lomas de Zamora (GBA) | 591.345   |
| La Plata              | 563.943   |
| Mar del Plata         | 541.733   |
| Salta                 | 535.303   |
| San Miguel de Tucumán | 527.150   |
| Quilmes (GBA)         | 518.788   |
| Almirante Brown (GBA) | 514.491   |

### Natuur
Er zijn 31 nationale parken in Argentinië, waaronder de parken Los Glaciares, Tierra del Fuego, Nahuel Huapi, Iguazú, Ischigualasto en Talampaya.

## Demografie
De oorspronkelijke bevolking, ongeveer 900.000 mensen, leeft vooral in het noorden, noordwesten en het zuiden van het land. Aan het eind van de 19e en begin van de 20e eeuw kwamen veel immigranten uit diverse Europese landen. De Argentijnse bevolking vormt een mengeling van nationale en etnische groepen, waarbij de nakomelingen van Italiaanse (ong. 40%) en Spaanse (ongeveer 30%) immigranten overheersen. Andere grote groepen zijn Duitsers, zowel uit Duitsland als Rusland (Wolga-Duitsers) afkomstig, en Fransen (beide ongeveer 10%). Hierdoor heeft Argentinië een westerse cultuur. Overige groepen zijn Welshmen, Zwitsers en andere Europeanen. In Patagonië leeft nog een bijzondere groep Afrikanen uit Zuid-Afrika die na de Tweede Boerenoorlog door de Argentijnse regering werden uitgenodigd.
Massale immigratie uit China, Korea en Japan heeft er echter ook voor gezorgd dat Buenos Aires na Vancouver en São Paulo de grootste Aziatische bevolking van het Amerikaanse continent bezit. De Afrikaanse bevolking is door de emigratiegolf na 1880 vrijwel geheel opgegaan in de bevolking en wordt nog ruwweg op ±150.000 geschat. Uit recent DNA-onderzoek blijkt dat de overwegend Europese bevolking toch nog gemengde kenmerken vertoont van de Indiaanse en Afrikaanse oorsprong.
Daarnaast wonen vooral in de stedelijke gebieden zo'n half miljoen afstammelingen van immigranten uit Syrië, Libanon en andere landen in het Midden-Oosten.
| Jaar | Bevolking  | 0-14 jaar (in %) | 15-64 jaar (in %) | 65 jaar en ouder (in %) |
| ---- | ---------- | ---------------- | ----------------- | ----------------------- |
| 1895 | 4.044.911  | 41,3             | 56,6              | 2,1                     |
| 1914 | 7.903.662  | 40,1             | 57,6              | 2,3                     |
| 1947 | 15.893.827 | 30,9             | 65,2              | 3,9                     |
| 1960 | 20.013.793 | 30,7             | 63,8              | 5,5                     |
| 1970 | 23.364.431 | 29,1             | 63,7              | 7,2                     |
| 1980 | 27.949.480 | 30,3             | 61,5              | 8,2                     |
| 1991 | 32.615.528 | 30,6             | 60,5              | 8,9                     |
| 2001 | 36.260.130 | 28,3             | 61,8              | 9,9                     |
| 2010 | 40.117.096 | 25,5             | 64,3              | 10,2                    |

### Taal
De enige officiële taal is het Spaans, hoewel de immigranten voor een deel hun eigen taal hebben behouden. De belangrijkste inheemse talen zijn het Guaraní, gesproken in het noordoosten, en het Quechua, gesproken in het noordwesten.

### Religie

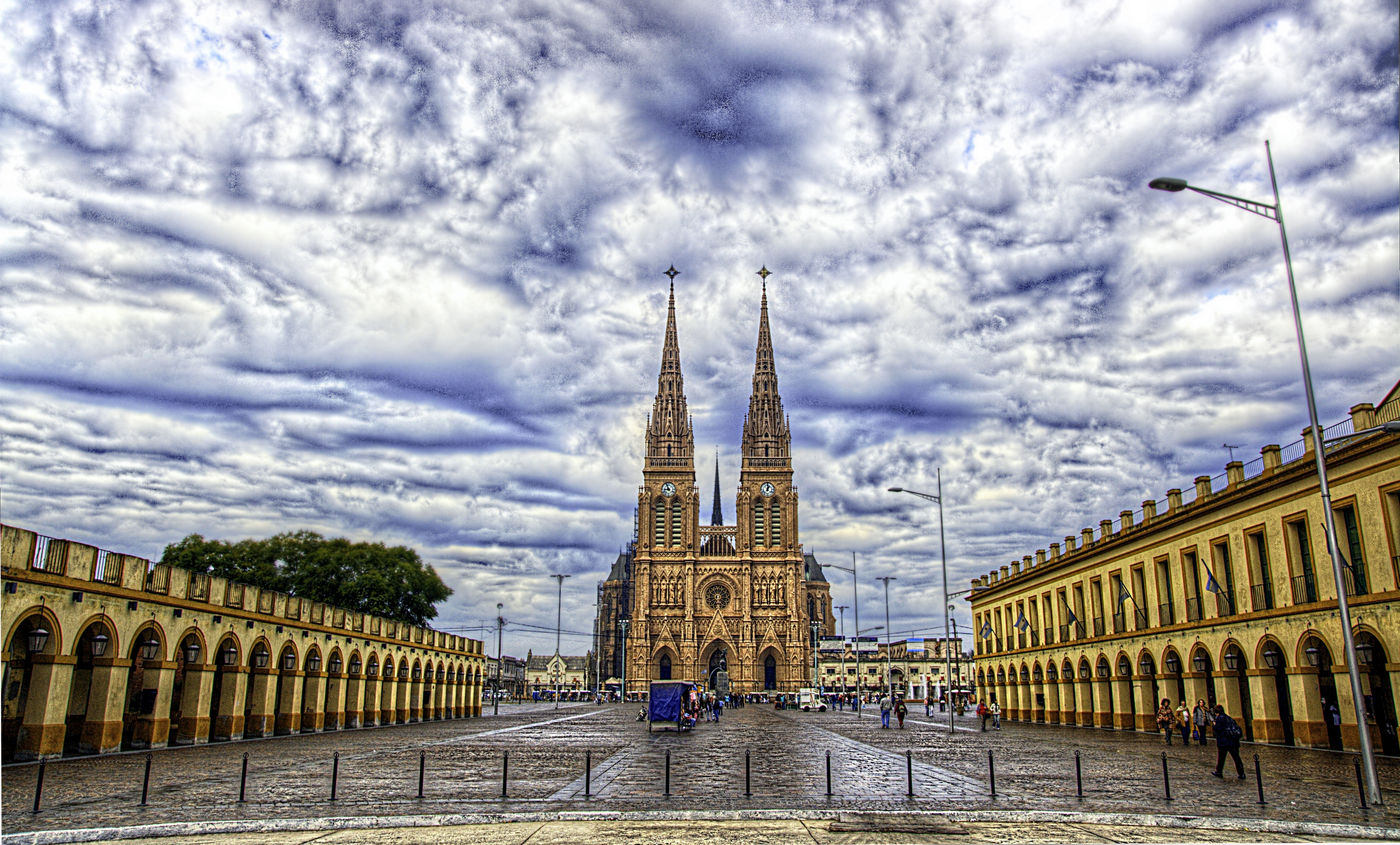
Basiliek van onze vrouw van Luján, te Luján

Argentinië kent godsdienstvrijheid. Veruit de meeste Argentijnen zijn katholiek (meer dan 90%). De Katholieke Kerk is er geen staatskerk. Ongeveer 20 procent van hen gaat regelmatig naar de kerk.
Het Argentijns grondgebied is opgedeeld in 13 aartsbisdommen en 44 bisdommen.
Spaanse kolonisten hebben het katholicisme naar Zuid-Amerika gebracht, waar het een blijvende stempel heeft gedrukt op de Argentijnse maatschappij. In sommige gebieden paste de Kerk zich aan de Indiaanse godsdiensten aan. Presidentskandidaten moesten tot voor kort katholiek zijn, maar in 1994 werd het betreffende artikel geschrapt.
2% van de bevolking (voornamelijk van Duitse afkomst) is protestants. 2% is joods.

## Cultuur
De Argentijnse cultuur is sterk beïnvloed door de Europese cultuur. Buenos Aires, de culturele hoofdstad van Argentinië, wordt grotendeels gekenmerkt door de voorkeuren van mensen van Europese afkomst en door bewuste imitatie van Europese stijlen in de architectuur. De andere grote invloed op de cultuur is die van de gaucho's en hun traditionele landelijke levensstijl van zelfredzaamheid. Tot slot zijn er de inheemse Amerikaanse tradities (zoals yerba mateinfusie) die zijn opgenomen in het algemene culturele milieu.

### Literatuur

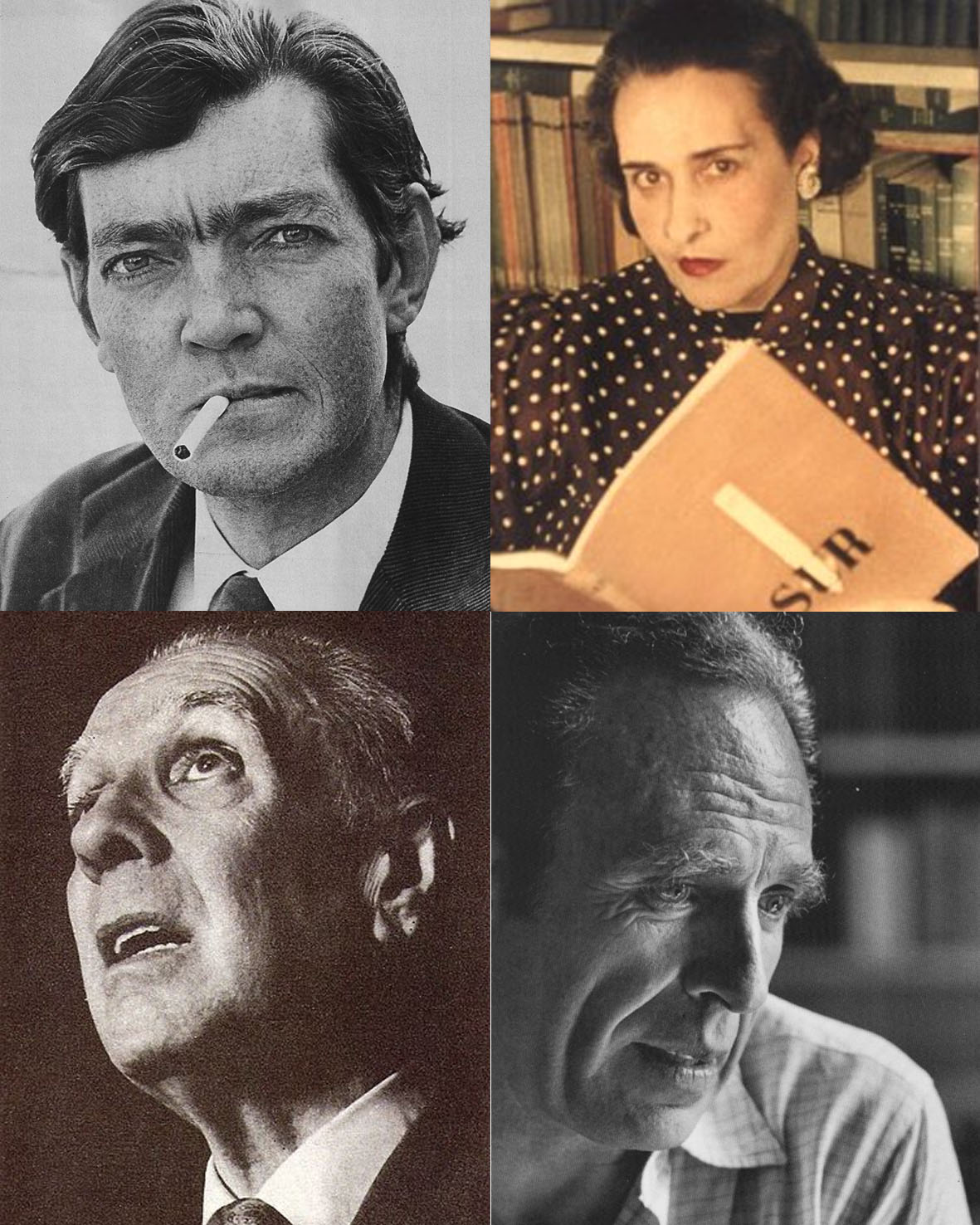
Vanaf linksboven: Julio Cortázar, Victoria Ocampo, Jorge Luis Borges en Adolfo Bioy Casares

### Beeldende kunst

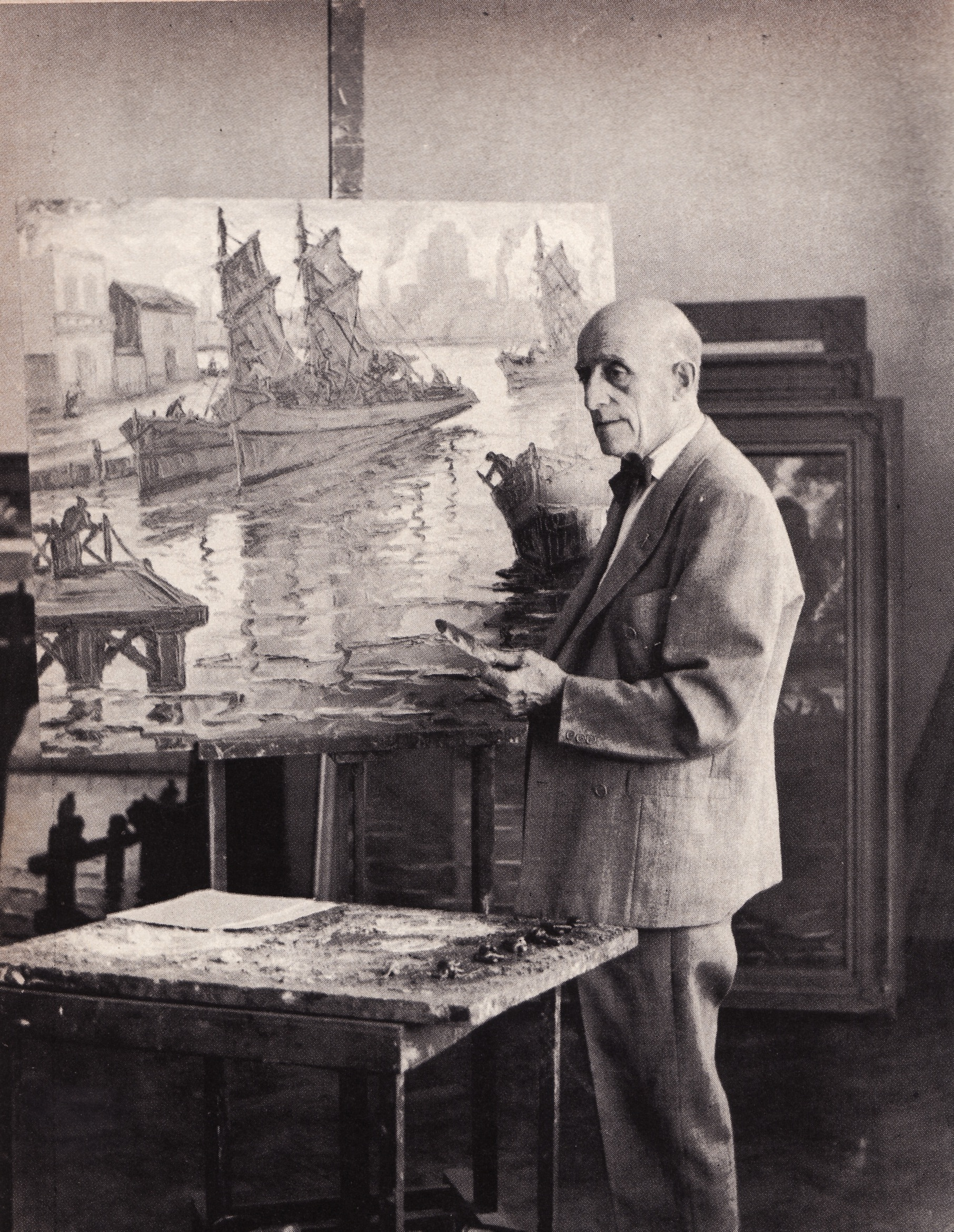
Benito Quinquela Martín

Een van de invloedrijkste Argentijnse figuren in de beeldende kunst was Xul Solar, wiens surrealistische gebruik maakte van zowel aquarel als onorthodoxe schildertechnieken. Hij vond ook twee denkbeeldige talen uit. De werken van Cándido López en Florencio Molina Campos (naïeve kunst), Ernesto de la Cárcova en Eduardo Sivori (realisme), Fernando Fader (impressionisme), Pío Collivadino en Cesáreo Bernaldo de Quirós (postimpressionisme), Emilio Pettoruti (kubisme), Antonio Berni (neo-figuratieve), Gyula Košice (constructivisme), Eduardo Mac Entyre (Generatieve kunst), Guillermo Kuitca (abstract) en Roberto Aizenberg (surrealisme) zijn een paar van de meest bekende Argentijnse schilders.
Andere zijn Benito Quinquela Martín, een typisch 'haven' schilder, voor wie de arbeidersklasse en de immigrantenwijk La Boca in het bijzonder, uitstekend geschikt was. Een soortgelijke omgeving inspireerde Adolfo Bellocq, waarvan de litho's invloedrijk zijn sinds de jaren 1920. Sfeervolle monumenten van de realistische beeldhouwers Erminio Blotta, Lola Mora en Rogelio Yrurtia werden deel van het nationale landschap. Tegenwoordig zijn Lucio Fontana en León Ferrari geprezen beeldhouwers en conceptuele kunstenaars. Ciruelo Cabral is een wereldberoemde fantasykunstenaar en beeldhouwer, en Marta Minujín is een innovatieve conceptuele kunstenaar. De "moderne schilders" van Argentinië zijn een moeilijk te definiëren groep. Zij ontwikkelden een meer constructivistische in plaats van een figuratieve stijl, maar deze is niet helemaal abstract. Kunstenaars van deze groep zijn onder anderen Julio Barragán, Luis Seoane, Carlos Torrallardona, Luis Aquino, Atilio Malinverno en Alfredo Gramajo Gutiérrez.
Juan del Prete (later de bedenker van het Futukubisme, een mengsel van kubisme en futurisme) kwam uit de abstracte kunstbeweging in Argentinië, die in de jaren 1940 ontwikkeld vanuit de concrete kunst. Tomás Maldonado is een van de bekendste abstracte kunstenaars.
De MADI-kunststroming begon in Argentinië in 1946. Eén bron beweert dat MADI werd opgericht als protest tegen controle van de regering over de kunst Juan Perón. terwijl een andere bron zegt dat MADI niet per se een antwoord op die onderdrukking. De beweging breidde zich later uit naar Europa en de Verenigde Staten. Hij wordt beschouwd als de enige artistieke beweging die is opgericht in Buenos Aires die een grote internationale invloed heeft. De beweging werd opgericht door Gyula Kosice en Carmelo Arden Quin, en kent verder kunstenaars als Rhod Rothfuss, Martín Blaszko, Waldo Longo en Diyi Laañ.

### Architectuur

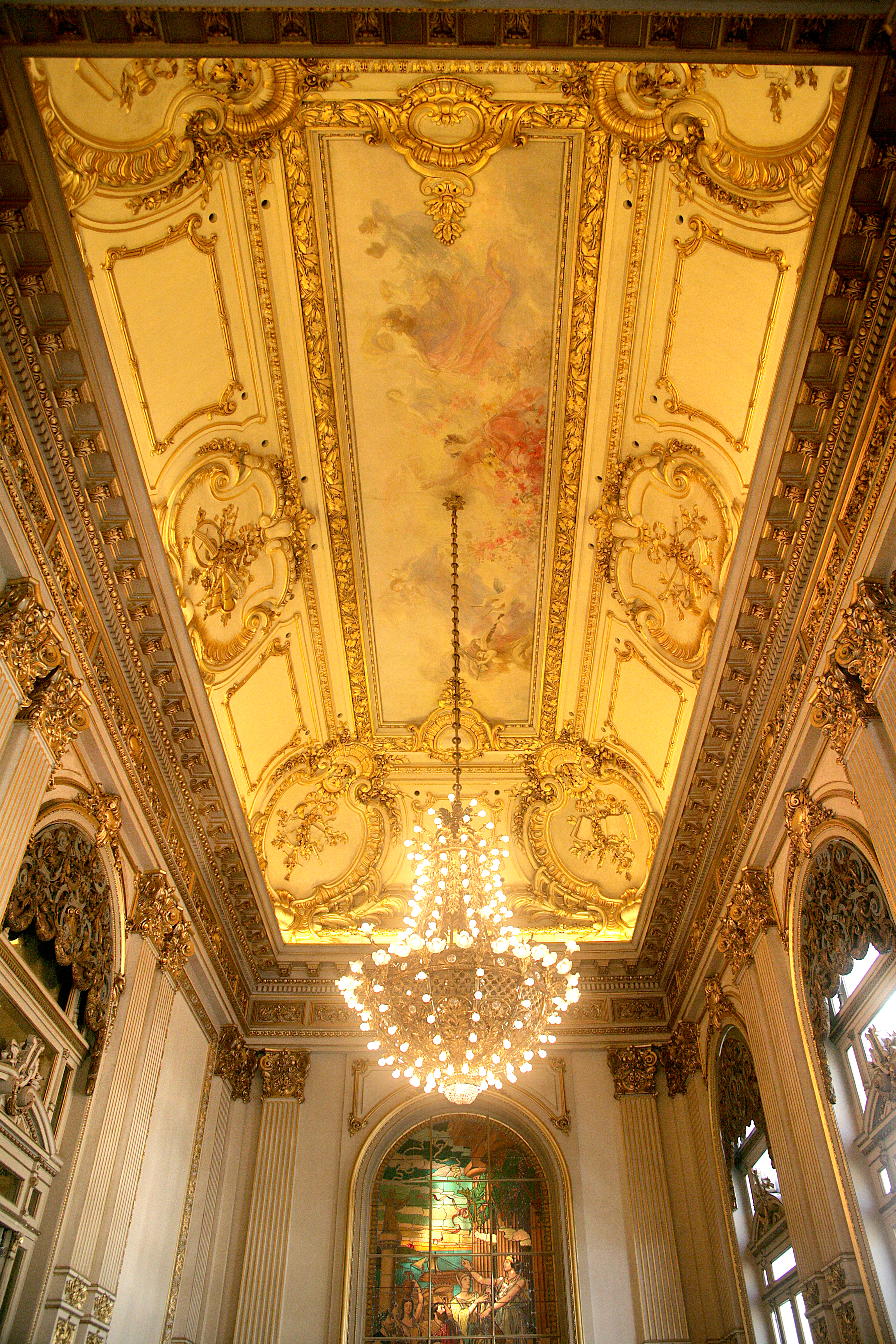
Europese stijl in de architectuur van Argentinië

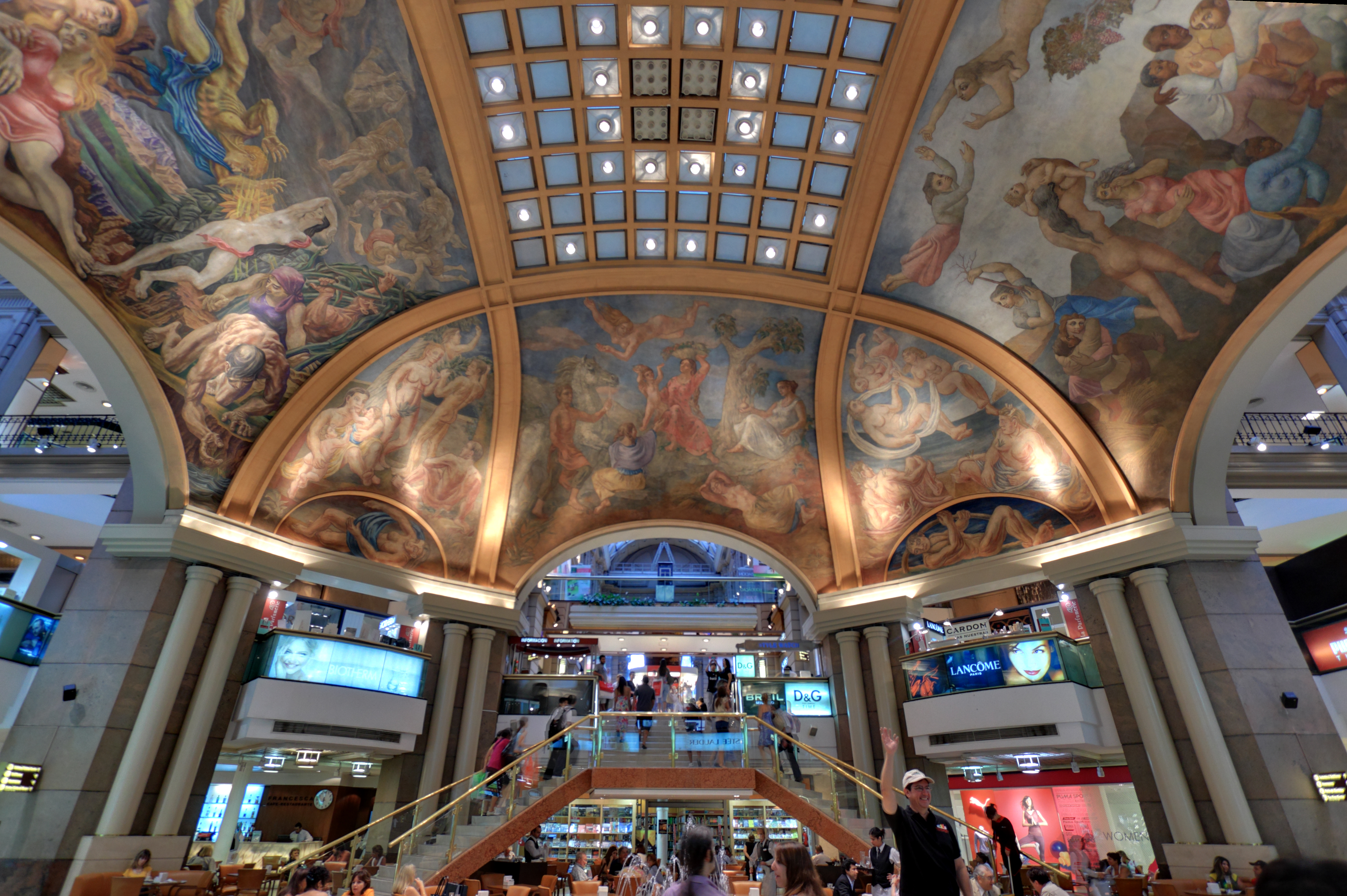

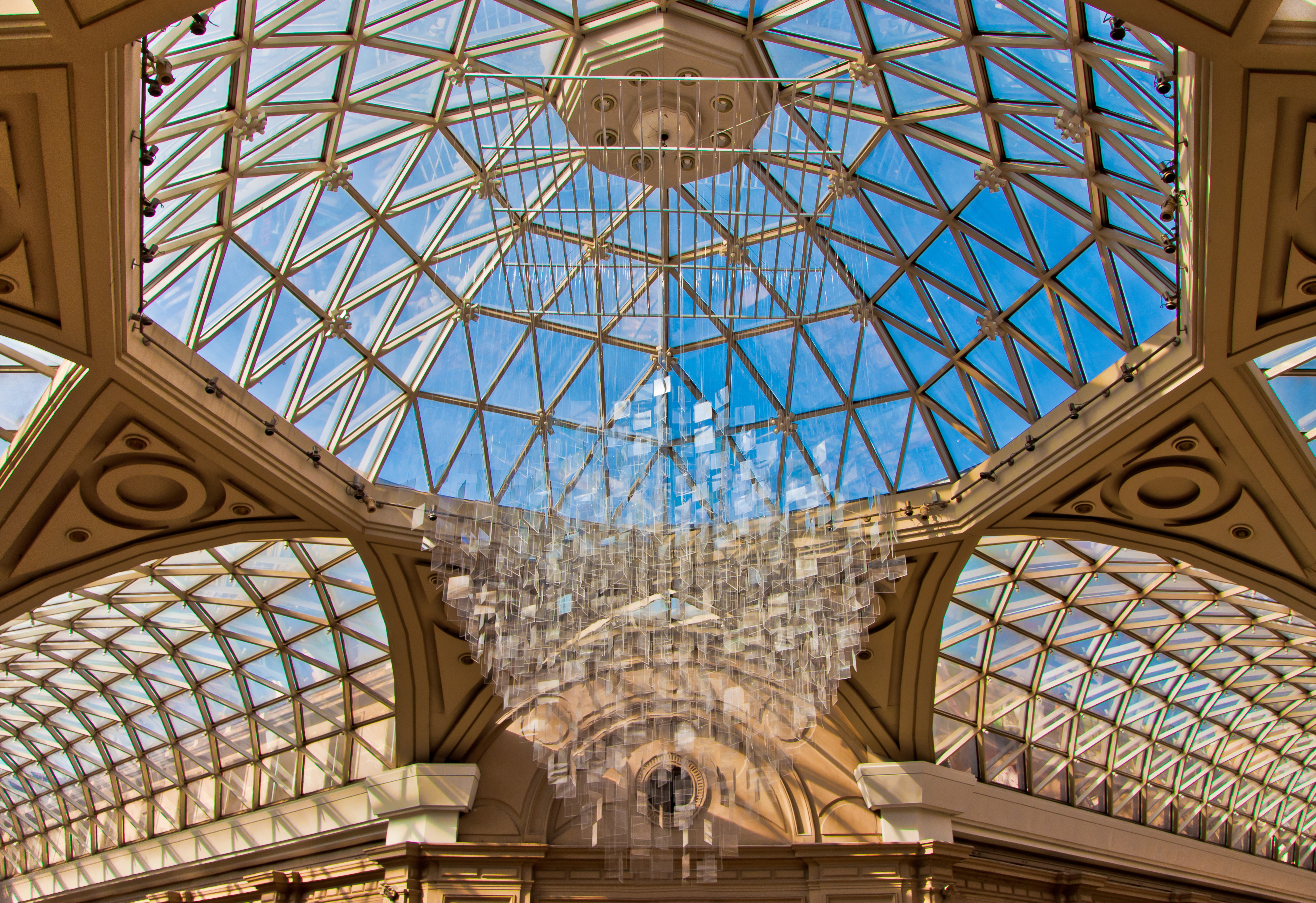
Argentine Bon Marché, de binnenkant van Galerías Pacífico

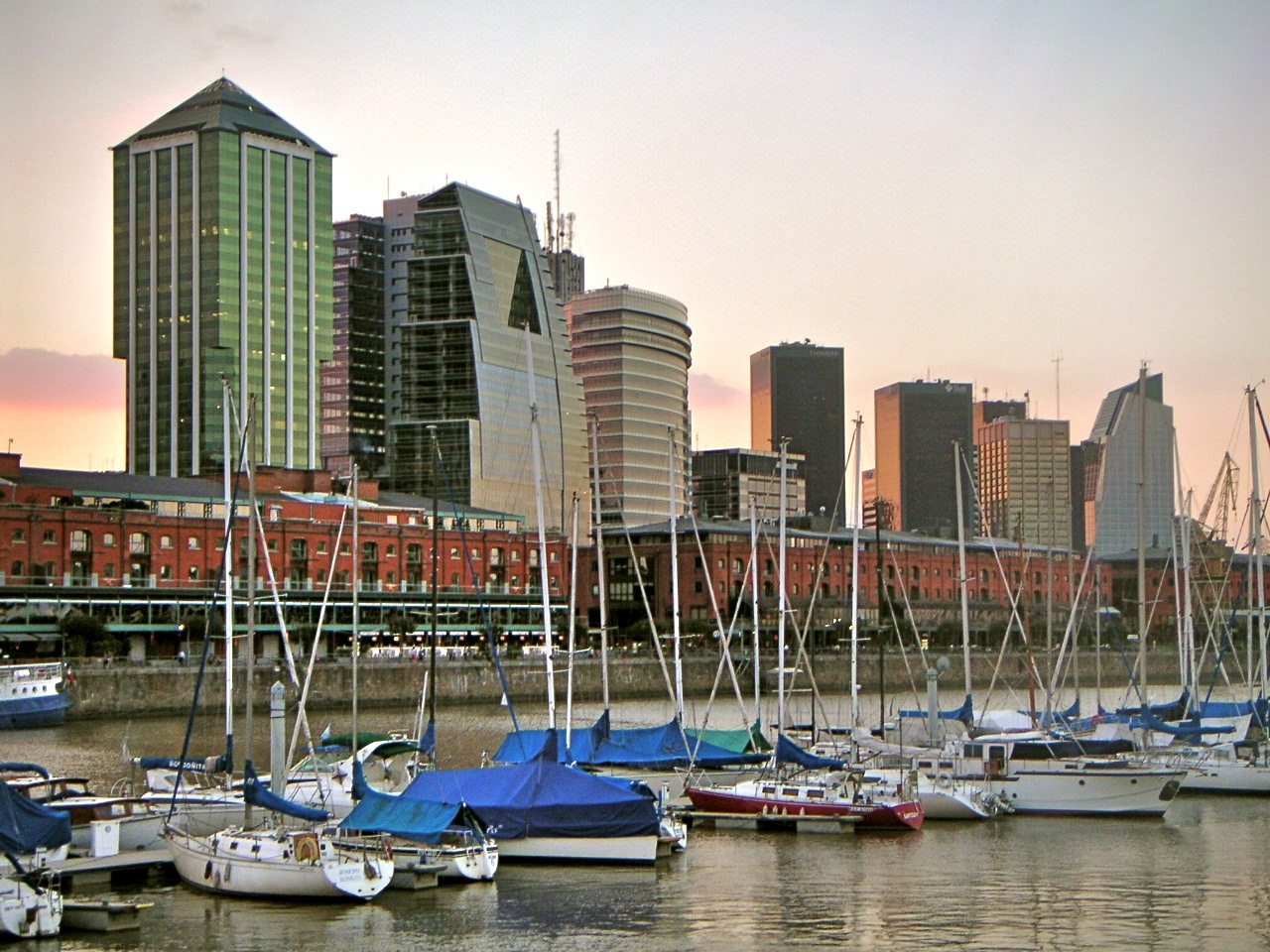
Catalinas Norte, commerciële kantoorgebouwen

Talrijke Argentijnse architecten hebben de stadsgezichten van hun land verrijkt en in de afgelopen decennia die over de hele wereld. Juan Antonio Buschiazzo heeft geholpen met het populair maken van de beaux-artsarchitectuur en Francisco Gianotti combineerde art nouveau met Italiaanse stijlen. Ieder type voegde meer flair toe aan de Argentijnse steden tijdens de vroege 20e eeuw. Francisco Salamone en Viktor Sulĉiĉ lieten een art-deco-erfenis na en Alejandro Bustillo creëerde een rijke kern van rationalistische architectuur. Clorindo Testa introduceerde lokaal het brutalisme en de futurisische creaties van César Pelli en Patricio Pouchulus sierden overal ter wereld de steden. In het bijzonder de retro van Pelli in 1980 naar de glorie van de art deco van de jaren 1920, maakte hem tot een van de meest prestigieuze architecten van de wereld.
De eenvoud van de Rioplatense barok wordt duidelijk gewaardeerd in Buenos Aires in de werken van Italiaanse architecten als Andre Blanqui en Antonio Masella in de kerken van San Ignacio, Nuestra Señora del Pilar, de kathedraal van Buenos Aires en de Cabildo.
De Italiaanse en Franse invloeden stegen na de Argentijnse Onafhankelijkheidsoorlog in het begin van de 19e eeuw alhoewel de academische stijl stand hield tot de eerste decennia van de 20e eeuw. Pogingen tot vernieuwing vonden plaats tijdens de tweede helft van de 19de eeuw en het begin van de 20e toen de Europese tendensen doorgedrongen in het land. Deze zijn terug te vinden in tal van belangrijke gebouwen in Buenos Aires, zoals de Santa Felicitam Kerk van Ernesto Bunge, het centrale postkantoor en het Paleis van Justitie, door Norbert Maillart en het Nationaal Congres en het Colón Opera House van Vittorio Meano.
De architectuur van de tweede helft van de 20e eeuw bleef de aanpassingen van de Franse neoklassieke architectuur volgen, zoals het hoofdkwartier van de Nationale Bank van Argentinië en het NH Gran Hotel Provincial, gebouwd door Alejandro Bustillo en het Museo de Arte Hispano Fernández Blanco van Martín Noel.
Na het begin van de jaren 1930 werd echter de invloed van de rationalistische architectuur en van Le Corbusier dominant bij de lokale architecten, onder wie Alberto Prebisch en Amancio Williams opvallen. Na 1950 begint de bouw van wolkenkrabbers zich te verspreiden in Buenos Aires, hoewel een nieuwe generatie begon met het afwijzen van deze "brutaliteit" en probeerde een eigen architectonische identiteit te vinden.
Deze zoektocht naar identiteit wordt weerspiegeld in het hoofdkwartier van de Banco de Londres y América del Sur voltooid in 1967 door Clorindo Testa met Diego Peralta Ramos, Alfredo Agostini en Santiago Sánchez Elia. In de volgende decennia nam de nieuwe generatie architecten de Europese Avant-garde stijlen en nieuwe technieken over.
Sinds het eind van de 20e eeuw zijn Argentijnse architecten prominenter geworden in het ontwerp van de belangrijke vastgoedprojecten in het land, zoals de Le Parc toren en Torre Aqualina van de hand van Mario Roberto Álvarez en de Torre Fortabat van Sánchez Elia, alsook over de hele wereld, met name het Norwest Center en de Petronas Twin Towers van César Pelli.

### Film en theater

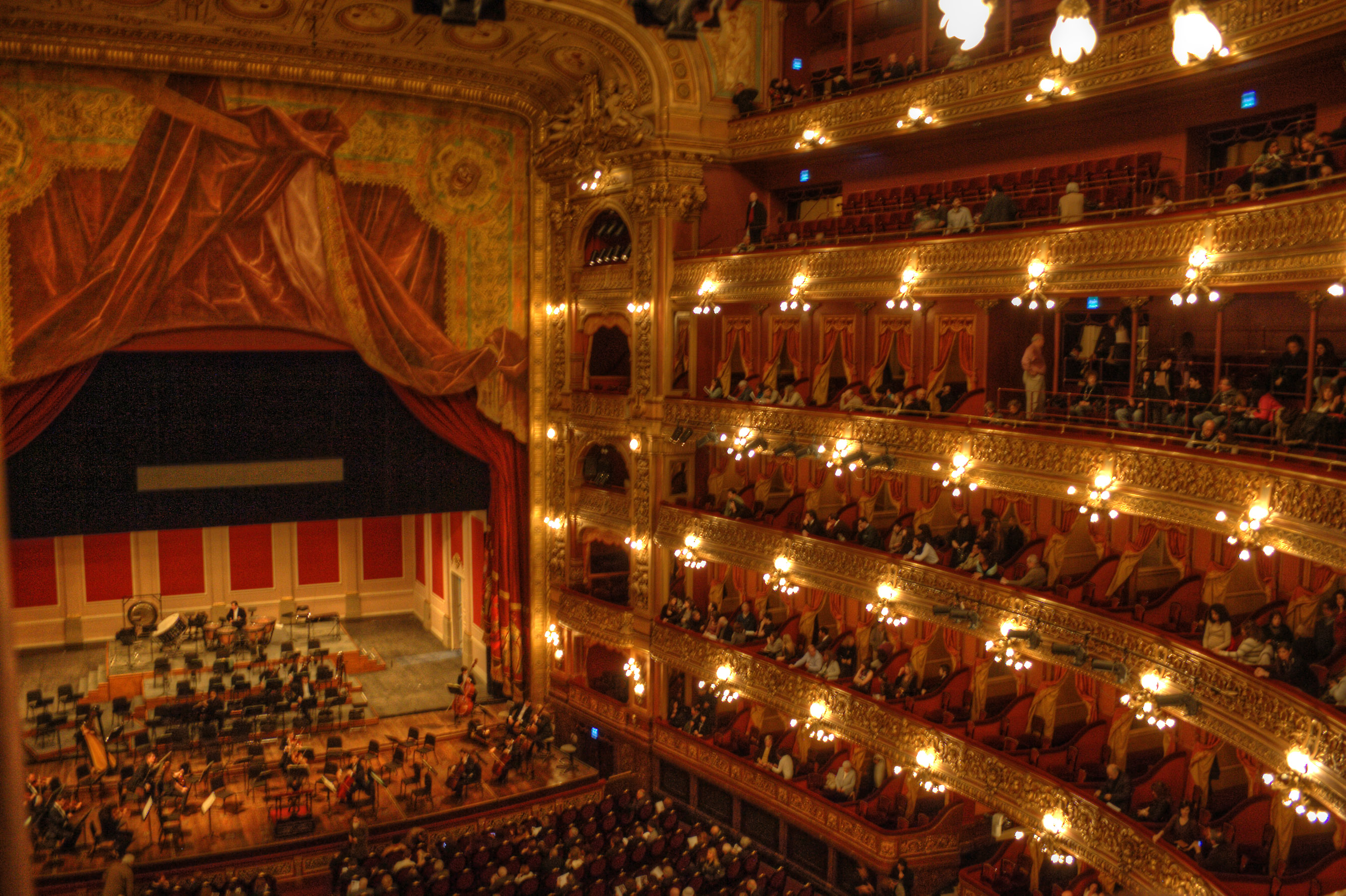
Teatro Colón wordt beschouwd als een van de vijf beste concertzalen in de wereld.

De Argentijnse filmindustrie maakt ongeveer 80 speelfilms per jaar. De wereldprimeur voor animatiefilms lag en werd uitgebracht in Argentinië, door cartoonist Quirino Cristiani in 1917 en 1918. Sinds de jaren tachtig hebben Argentijnse films wereldwijd erkenning verworven. Voorbeelden hiervan zijn La historia oficial (Oscar voor de beste buitenlandse film in 1986), Hombre mirando al sudeste, Un lugar en el mundo, Nueve reinas, El hijo de la novia, Diarios de motocicleta, Iluminados por el fuego en El secreto de sus ojos (winnaar van de Academy Award voor Beste Niet-Engelstalige film in 2009). Een nieuwe generatie Argentijnse regisseurs heeft wereldwijd de aandacht van critici getrokken. De Argentijnse componisten Luis Enrique Bacalov en Gustavo Santaolalla zijn geëerd met de Academy Award voor beste originele filmmuziek. Lalo Schifrin heeft talrijke Grammys ontvangen en is het best bekend van Theme from Mission: Impossible.
Buenos Aires is een van de grote hoofdsteden van theater. Het Teatro Colón is een nationaal monument voor opera en klassieke voorstellingen; de akoestiek wordt beschouwd als de beste in de wereld. Met zijn theaterscene van nationaal en internationaal kaliber staat Corrientes Avenue synoniem voor kunst. Het wordt gezien als 'de straat die nooit slaapt' en soms aangeduid als de Broadway van Buenos Aires. Het Teatro General San Martín is een van de meest prestigieuze langs de Corrientes Avenue en het Teatro Nacional Cervantes fungeert als het theater met het nationale podium van Argentinië. Het Teatro Argentino de La Plata, Teatro El Círculo in Rosario, Teatro Independencia in Mendoza en Libertador Theatre in Córdoba zijn ook prominent. Griselda Gambaro, Copi, Roberto Cossa, Marco Denevi, Carlos Gorostiza en Alberto Vaccarezza zijn een paar van de meer prominente Argentijnse toneelschrijvers. Julio Bocca, Jorge Donn, José Neglia en Norma Fontenla zijn enkele van de grote balletdansers van de moderne tijd.

### Cultureel erfgoed
- Jezuïetenmissies van de Guaraní (gedeeltelijk in Brazilië): San Ignacio Miní, Santa Ana, Nuestra Señora de Loreto, Santa Maria la Mayor.
- Cueva de las Manos
- Jezuïetenkwartier en Estancias van Córdoba
- Quebrada de Humahuaca

### Natuurlijk erfgoed
- Valdés (schiereiland)
- Nationaal park Los Glaciares
- Nationaal park Iguazú
- Natuurparken Ischigualasto en Talampaya

### Sport
De populairste sport in Argentinië is voetbal. Het nationale voetbalelftal is driemaal wereldkampioen voetbal geworden (in 1978, 1986 en 2022). Het land won ook zestienmaal de Copa América, de Confederations Cup en een olympisch gouden medaille. De Primera División is de hoogste voetbalcompetitie. Diego Maradona en Lionel Messi behoren tot de beste voetballers in de geschiedenis van de sport.
Andere populaire sporten zijn de nationale sport pato, basketbal en rugby.

## Economie

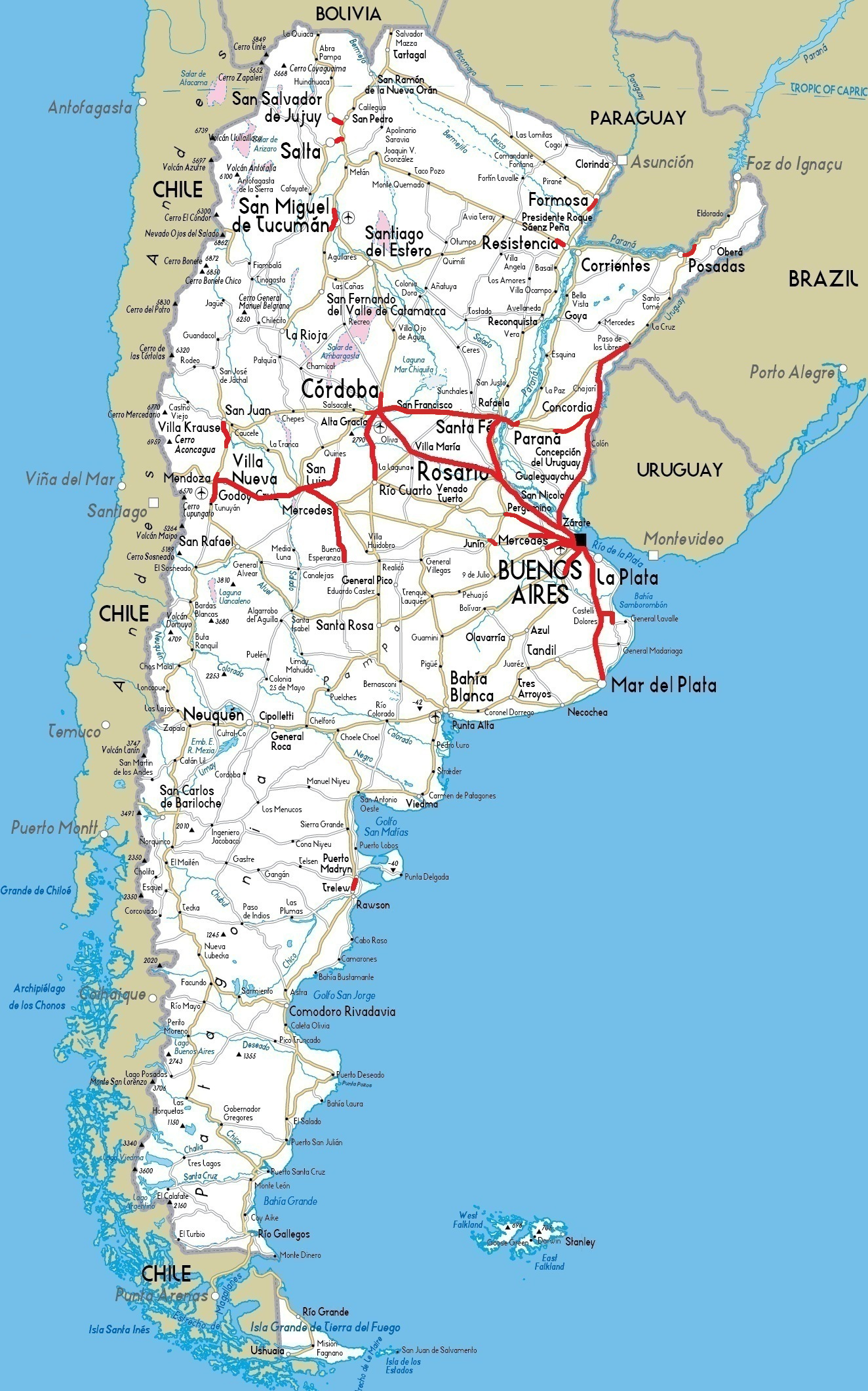
Autosnelwegen in Argentinië, in rood

Argentinië profiteert van een ruime hoeveelheid natuurlijke hulpbronnen, een zeer geletterde bevolking, een op de export gerichte landbouwsector en gevarieerde industrie. Sinds 2005 is het bruto binnenlands product (BBP) in Argentijnse peso sterk gestegen, in Amerikaanse dollars is de stijging minder vanwege de depreciatie van de peso. De economie schommelt hevig: jaren met een economische groei van bijna 10% worden afgewisseld met jaren van stagnatie. Het Internationaal Monetair Fonds (IMF) heeft de regering van Cristina Fernández de Kirchner vanaf 2012 sterk bekritiseerd vanwege de onbetrouwbare economische gegevens die het levert, vooral de inflatiecijfers waren zeer twijfelachtig.
President Mauricio Macri voerde vanaf december 2015 een meer liberaal economisch beleid. Zijn doel was de inflatie onder controle te brengen en de stagnerende Argentijnse economie te stimuleren. Hierin is de president niet geslaagd, gedurende zijn regeerperiode is de economie gekrompen, de inflatie bleef bijzonder hoog en de armoede onder de bevolking is toegenomen. Een van zijn eerste maatregelen was een significante verlaging van de subsidies op energie en ook diverse belastingen werden verminderd, maar per saldo ging het tekort op de staatsbegroting niet naar beneden. Van het IMF kreeg hij een lening van US$ 57 miljard onder de voorwaarden dat de staatsuitgaven werden gereduceerd en de onafhankelijkheid van de centrale bank werd hersteld. De bevolking was zeer ontevreden over zijn economische beleid en Macri verloor de presidentsverkiezingen in 2019.
| Jaar     | BBP (in miljarden peso) | BBP (in miljarden US$) | Reële groei (% mut JoJ) | Inflatie (% mut JoJ) | Werkloosheid (in % beroeps- bevolking) | Saldo overheid- begroting (in % BBP) | Bruto staatsschuld (in % BBP) | Saldo lopende rekening (in % BBP) |
| -------- | ----------------------- | ---------------------- | ----------------------- | -------------------- | -------------------------------------- | ------------------------------------ | ----------------------------- | --------------------------------- |
| 2005     | 647                     | 220,9                  | 9,2%                    | 9,6%                 | 11,6%                                  | 3,3%                                 | 71,2%                         | 2,0%                              |
| 2010     | 1662                    | 424,7                  | 10,1%                   | 10,5%                | 7,8%                                   | −1,4%                                | 43,5%                         | −0,4%                             |
| 2011     | 2179                    | 527,6                  | 6,0%                    | 9,8%                 | 7,2%                                   | −2,7%                                | 38,9%                         | −1,0%                             |
| 2012     | 2638                    | 579,7                  | −1,0%                   | 10,0%                | 7,2%                                   | −3,0%                                | 40,4%                         | −0,4%                             |
| 2013     | 3348                    | 611,5                  | 2,4%                    | 10,6%                | 7,1%                                   | −3,3%                                | 43,5%                         | −2,1%                             |
| 2014     | 4579                    | 563,6                  | −2,5%                   | n.b.                 | 7,3%                                   | −4,3%                                | 44,7%                         | −1,6%                             |
| 2015     | 5955                    | 642,5                  | 2,7%                    | n.b.                 | 6,5%                                   | −6,0%                                | 52,6%                         | −2,7%                             |
| 2016     | 8228                    | 556,8                  | −2,1%                   | n.b.                 | 8,5%                                   | −6,7%                                | 53,1%                         | −2,7%                             |
| 2017     | 10.660                  | 643,9                  | 2,7%                    | 25,7%                | 8,4%                                   | −6,7%                                | 57,1%                         | −4,9%                             |
| 2018     | 14.745                  | 524,4                  | −2,6%                   | 34,3%                | 9,2%                                   | −5,4%                                | 85,2%                         | −5,2%                             |
| 2019     | 21.802                  | 451,8                  | −2,1%                   | 53,5%                | 9,8%                                   | −4,4%                                | 88,8%                         | −0,8%                             |
| 2020     | 27.210                  | 385,2                  | −9,9%                   | 42,0%                | 11,6%                                  | −8,7%                                | 103,8%                        | 0,7%                              |
| 2021     | 46.346                  | 487,4                  | 10,7%                   | 48,4%                | 8,7%                                   | −4,3%                                | 80,8%                         | 1,4%                              |
| 2022     | 82.436                  | 630,7                  | 5,0%                    | 72,4%                | 6,8%                                   | −3,9%                                | 84,7%                         | −0,7%                             |
| 2023 (t) | 192.488                 | 654,9                  | −1,6%                   | 133,5%               | 6,6%                                   | −4,2%                                | 154,5%                        | −3,5%                             |

Lange tijd lag bij de economie de nadruk op de landbouwsector en de veeteelt. Na de Tweede Wereldoorlog kwam hierin verandering door Juan Perón. Hij nationaliseerde veel sectoren, waaronder het spoorwegnet, en bevorderde de industrialisatie van het land door een politiek van importsubstitutie. Het militaire regime wat in 1976 de macht overnam had een onduidelijk economisch beleid. De buitenlandse schuld nam toe en de Falklandoorlog leidde tot een sterke stijging van de overheidsuitgaven terwijl het land internationaal geïsoleerd raakte en geen geld meer kon lenen. De inflatie nam sterk toe.
Om de economische crisis te lijf te gaan besloot de regering van Carlos Menem de weg in te zetten naar vrijhandel, deregulering en privatisering. In 1991 vond een radicale monetaire hervorming plaats, die de peso verbond aan de Amerikaanse dollar en de geldgroei beperkte tot de groei van de nationale reserves. Argentinië was in dat jaar ook een medeoprichter van de douane-unie Mercosur. Menen privatiseerde verder veel bedrijven waaronder de nationale luchtvaartmaatschappij Aerolíneas Argentinas, de oliemaatschappij Yacimientos Petrolíferos Fiscales (YPF), de spoorwegen en het telecombedrijf. De belangrijkste effectenbeurs van het land is de Bolsa de Comercio de Buenos Aires.

### Argentijnse economische crisis

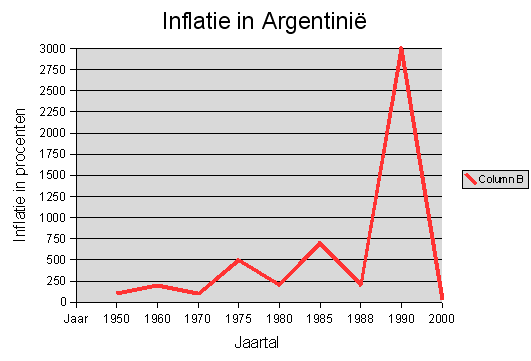
Argentinië kende aan het eind van de 20e eeuw een inflatie van 3000%.

Aanvankelijk waren de hervormingen een succes. De inflatie daalde en het bruto nationaal product steeg. Maar opeenvolgende economische crises in Mexico, Azië, Rusland en Brazilië leidden tot een nog grotere economische crisis vanaf 1999. De regering ging over tot belastingverhogingen en bezuinigingen ter beperking van het begrotingstekort, dat gestegen was tot 2,5% van het BNP in 1999. Investeerders bleven echter twijfelen of de regering de schulden af kon lossen en de vaste wisselkoers tussen peso en dollar kon handhaven.
In 2001 verslechterde de situatie nog meer door de groei van het aantal obligaties, massale geldopnames bij de banken en een verdere val van consumenten- en producentenvertrouwen. Pogingen van de regering een sluitende begroting te bereiken om zo het banksysteem te stabiliseren en economische groei te herstellen bleken onvoldoende resultaat op te leveren. President Eduardo Duhalde kreeg van het IMF een lening van 20 miljard dollar, maar verdere maatregelen bleven uit. In januari 2002 werd de peso na 11 jaar losgekoppeld van de dollar. Hierbij ontstond grote chaos door de verplichte omzetting van alle dollartegoeden en -contracten in peso's.

### Energie
Argentinië beschikt over grote olie- en gasreserves. In 2013 was het land de op een na grootste producent van aardgas en de vierde producent van aardolie in Zuid-Amerika. De belangrijkste energiebasins zijn Neuquén, Austral, and Noroeste en deze drie samen nemen zo’n 85% van de totale gasproductie voor hun rekening. In Nueguén ligt ook een enorm groot schalie-olie en gasveld Vaca Muerta (Spaans voor Dode Koe) al wordt hier nog nauwelijks iets geproduceerd. De laatste jaren daalt de productie en dit was een van de redenen om de energiemaatschappij Yacimientos Petrolíferos Fiscales (YPF) weer te nationaliseren in 2012. Argentinië voert onder andere aardgas in via een pijplijn uit Bolivia en heeft twee terminals waar geïmporteerd vloeibaar aardgas kan worden verwerkt. Deze liggen in Bahía Blanca en Escobar. Een nieuwe energiewet, aangenomen in 2014, maakte een einde aan de kunstmatig lage energieprijzen om zo de inflatie te beperken en maakt het voor buitenlandse partijen aantrekkelijker in het land te investeren. Voor de productie van elektriciteit beschikt het land over drie kernreactoren, een in Embalse en twee reactoren in de kerncentrale Atucha. Verder beschikt het land over waterkrachtcentrales, waarvan de Yacyretádam veruit de grootste is.
In 2014 produceerde het land 75 miljoen ton olie-equivalent (Mtoe), 85% olie en gas en 12% duurzame energie (1 Mtoe = 11,63 TWh, miljard kilowattuur). Dat was niet genoeg voor de energievoorziening, het TPES (total primary energy supply): 87 Mtoe. Het land importeerde 13 Mtoe fossiele brandstof meer dan het exporteerde. Van de energie ging ongeveer 25 Mtoe verloren bij conversie, vooral bij elektriciteitsopwekking uit fossiele brandstof. 5 Mtoe werd gebruikt voor niet-energetische producten zoals smeermiddelen, asfalt en petrochemicaliën. Voor eindgebruikers resteerde 57 Mtoe waarvan 11 Mtoe = 130 TWh elektriciteit die voor 29% met waterkracht opgewekt werd. De uitstoot van kooldioxide was 192 megaton, dat is 4,5 ton per persoon, gelijk aan het wereldgemiddelde.

## Politiek

### Staatsstructuur

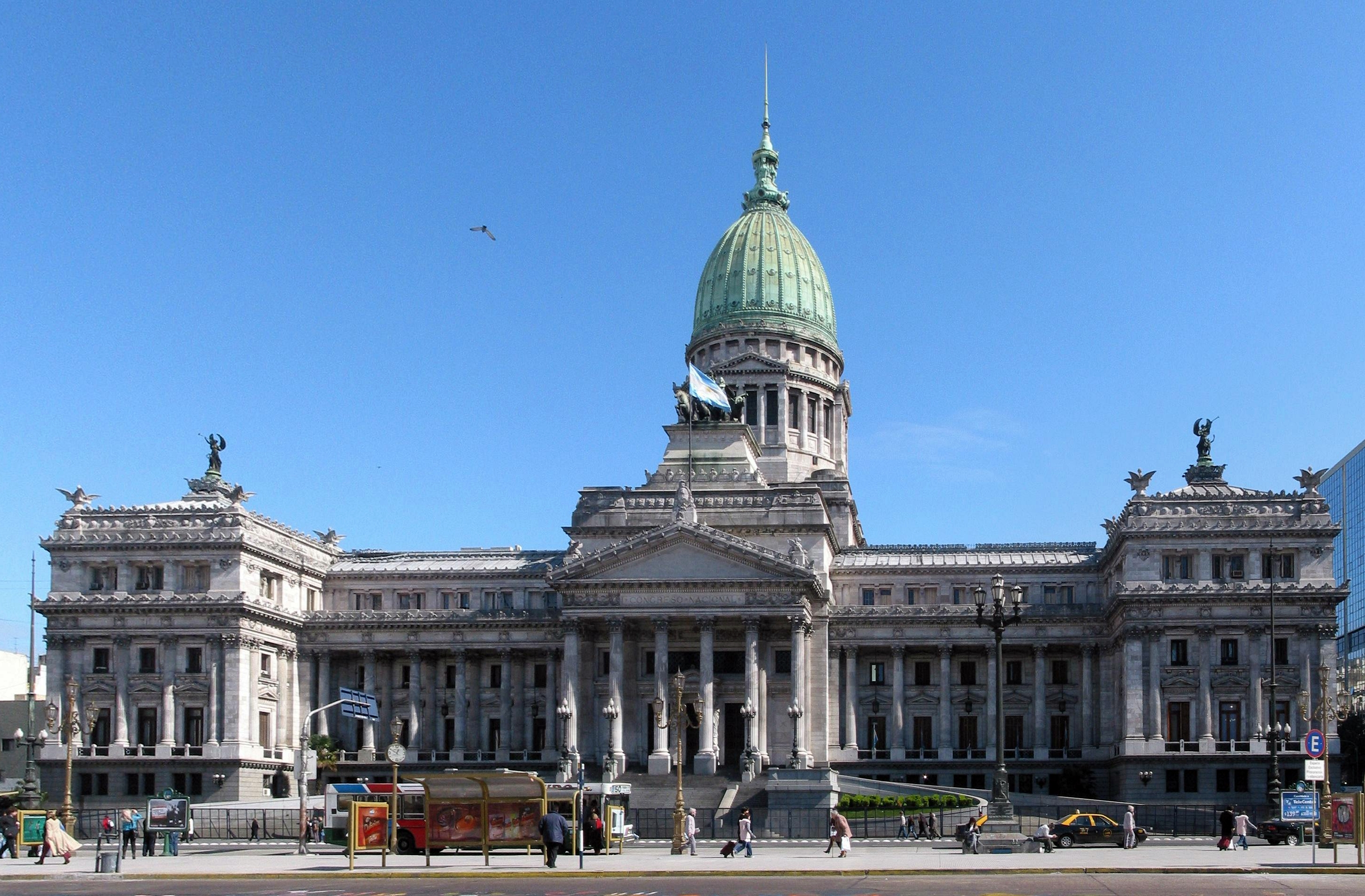
Het Argentijnse parlementsgebouw in Buenos Aires

De Argentijnse grondwet van 1853 (herzien in 1994), legt een scheiding der machten op tussen de uitvoerende, wetgevende en rechtsprekende macht, zowel op landelijk als provinciaal niveau. De president en vicepresident worden direct verkozen voor vier jaar. Beiden mogen maar twee aaneengesloten termijnen dienen, maar na een tussenperiode van ten minste één termijn mogen ze zich kandidaat stellen voor een derde termijn. De president benoemt de ministers. De grondwet geeft hem aanzienlijke macht in zijn dubbelfunctie van staatshoofd en regeringsleider. Hij heeft onder andere de mogelijkheid in "dwingende en noodzakelijke" situaties presidentiële decreten uit te vaardigen en een veto op onderdelen uit te spreken. Het huidige staatshoofd annex regeringsleider is Javier Milei van de La Libertad Avanza. Hij nam in december 2023 het presidentschap over van Alberto Fernández.
Het Argentijnse parlement (Nationaal Congres/Congreso Nacional) bestaat uit de Senaat (Senado) met 72 zetels en een Kamer van Afgevaardigden (Cámara de Diputados) met 257 zetels. Sinds 2001 worden de senatoren direct verkozen, waarbij iedere provincie, inclusief de federale hoofdstad, vertegenwoordigd wordt door drie senatoren. Senatoren hebben een zittingstermijn van zes jaar, afgevaardigden van vier jaar. Iedere twee jaar worden er verkiezingen gehouden voor een derde van de senaats- en de helft van de afgevaardigdenzetels. Beide kamers worden verkozen via evenredige vertegenwoordiging.

### Bestuurlijke indeling
Argentinië kent naast de centrale overheid ook andere bestuurslagen, territoriale onderdelen waar regels vastgesteld en/of beslissingen worden genomen over bepaalde gebieden en/of hun bewoners. Het betreft de volgende bestuurslagen:
| Bestuurslagen                               | Bestuurslagen                | Bestuurslagen | Bestuurslagen | Bestuurslagen |
| ------------------------------------------- | ---------------------------- | ------------- | ------------- | ------------- |
| federaal niveau                             | provincieniveau              | lokaal niveau |               |               |
| Argentijnse Republiek - República Argentina |                              |               |               |               |
| provincie - provincia                       | partidos - partido           |               |               |               |
| provincies - provincia                      | departementen - departamento |               |               |               |
| provincies - provincia                      | municipaliteiten - municipio |               |               |               |
| provincies - provincia                      | gemeenten - comuna           |               |               |               |
| autonome stad - ciudad autónoma             | gemeenten - comuna           |               |               |               |
| 1. 2. 3. 4. 5. 6. 7.                        |                              |               |               |               |

Provincies van Argentinië

Argentinië kan worden verdeeld in zes regio's:
- Pampas
- Mesopotamia
- Chaco
- Noordwest-Argentinië
- Cuyo
- Patagonië

Deze regio's vormen echter geen bestuurslaag.
Het land is verdeeld in 23 provincies (Spaans: provincias, enkelvoud: provincia) en een federale hoofdstad (Spaans: capital federal). Deze provincies zijn onderverdeeld in departementen, behalve de provincie Buenos Aires die onderverdeeld is in partidos.

## Verkeer
Buenos Aires heeft een internationale luchthaven.
De nationale luchtvaartmaatschappij is Aerolíneas Argentinas, die samen met dochteronderneming Austral een redelijk uitgebreid binnenlands luchtvaartnet onderhoudt. Daarnaast voert LAN buitenlandse vluchten uit.
Het net van passagierstreinen beperkt zich tot een afstand van 400 km van Buenos Aires met enkele uitlopers naar verdere bestemmingen. Met een enkele uitzondering gaan alle verbindingen via de hoofdstad. Daarnaast zijn er enkele toeristische tracés. Het vrachttreinennet is uitgebreider.
Over het gehele land is er een goed functionerend netwerk van autobussen.